# Bebricio
Nella mitologia greca,  Bebricio   era il nome di uno dei mitici re di Spagna ai tempi di Eracle.

## Il mito
I bebrici oltre ad essere la popolazione della Bitinia cui a capo vi era Amico, all'epoca indicava anche un popolo che si trovava ai lati nei Pirenei, Bebricio era uno dei re di quel popolo, il più famoso. Bebricio si ritrovò nel suo regno Eracle durante una delle sue fatiche, quando da solo stava facendo transitare l'immensa mandria di Gerione dopo averlo sconfitto. Bebricio non si intromise nell'impresa dell'eroe greco, lasciandolo passare tranquillamente; durante la sua permanenza da lui, Eracle sedusse la figlia di Bebricio, Pirene, la quale diede alla luce un serpente mostruoso e, terrorizzata, fuggì sui monti, dove morì.

### Moderna
- Robert Graves, I miti greci, Milano, Longanesi, ISBN 88-304-0923-5.
- Angela Cerinotti, Miti greci e di roma antica, Prato, Giunti, 2005, ISBN 88-09-04194-1.
- Anna Ferrari, Dizionario di mitologia, Litopres, UTET, 2006, ISBN 88-02-07481-X.
- Anna Maria Carassiti, Dizionario di mitologia classica, Roma, Newton, 2005, ISBN 88-8289-539-4.